# Jicchak Aharonowicz
Jicchak Aharonowicz (hebr.: יצחק אהרונוביץ', ang.: Yitzhak Aharonovich, ur. 22 sierpnia 1950 w Jerozolimie) – izraelski polityk, członek Knesetu, minister bezpieczeństwa wewnętrznego w latach 2009–2015.
Urodzony w rodzinie litewskich Żydów. Studiował w jesziwie, ukończył studia na Uniwersytecie w Hajfie, służył w wojsku, a następnie w Policji Granicznej.
Polityk partii Nasz Dom Izrael (Jisra’el Betenu). Członek Knesetu od 2006. Minister turystyki w latach 2007–2008, a od 2009 minister bezpieczeństwa wewnętrznego Izraela.